# Cumdach

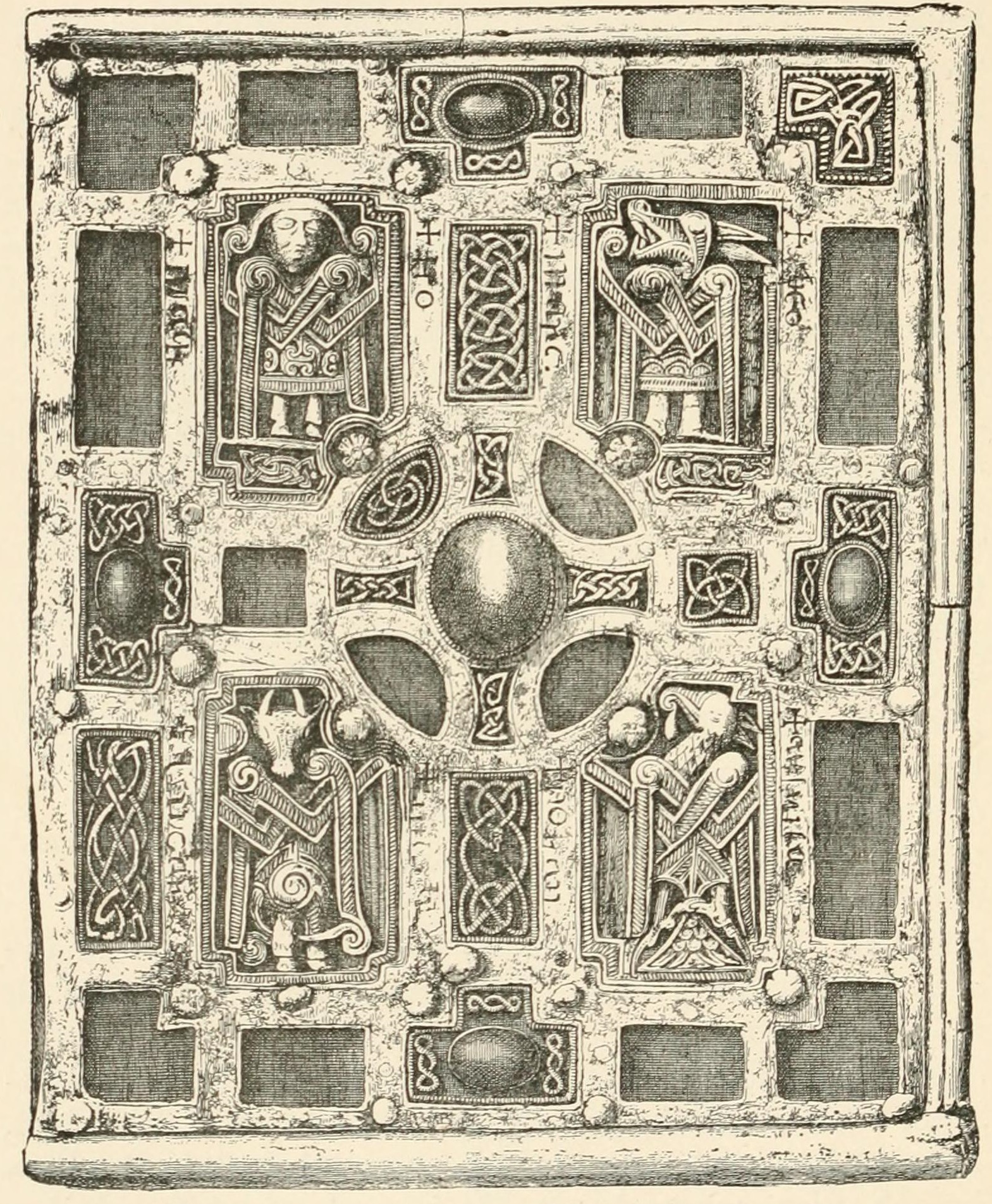
Part davantera del cumdach dels Evangelis de Molaise, segle XI

Un cumdach és una caixa o estoig ornamentats emprats com a reliquiari per a guarir llibres considerats com a relíquies de sants que els havien utilitzat durant l'alta edat mitjana a Irlanda. Normalment són posteriors al llibre que contenen, sovint diversos segles. Habitualment el llibre prové de l'època heroica del monacat cristià, abans de l'any 800, i el cumdach supervivent data de després de l'any 1000. Molts d'ells van estar refets durant el període gòtic. La forma usual és un disseny basat en una creu a la part frontal, decorada amb grans gemmes de cristall de roca, o d'altres pedres semi-precioses. Alguns duen una cadena o cordill per ser penjades del coll, ja què es creia que col·locar-lo prop del cor atorgava beneficis espirituals i mèdics. També eren utilitzats com a testimonis en contractes. Molts eren guardats de forma hereditària per famílies importants que havien establert vincles amb determinats monestirs. La majoria de cumdachs que han arribat als nostres dies estan dipossitats al Museu Nacional d'Irlanda.

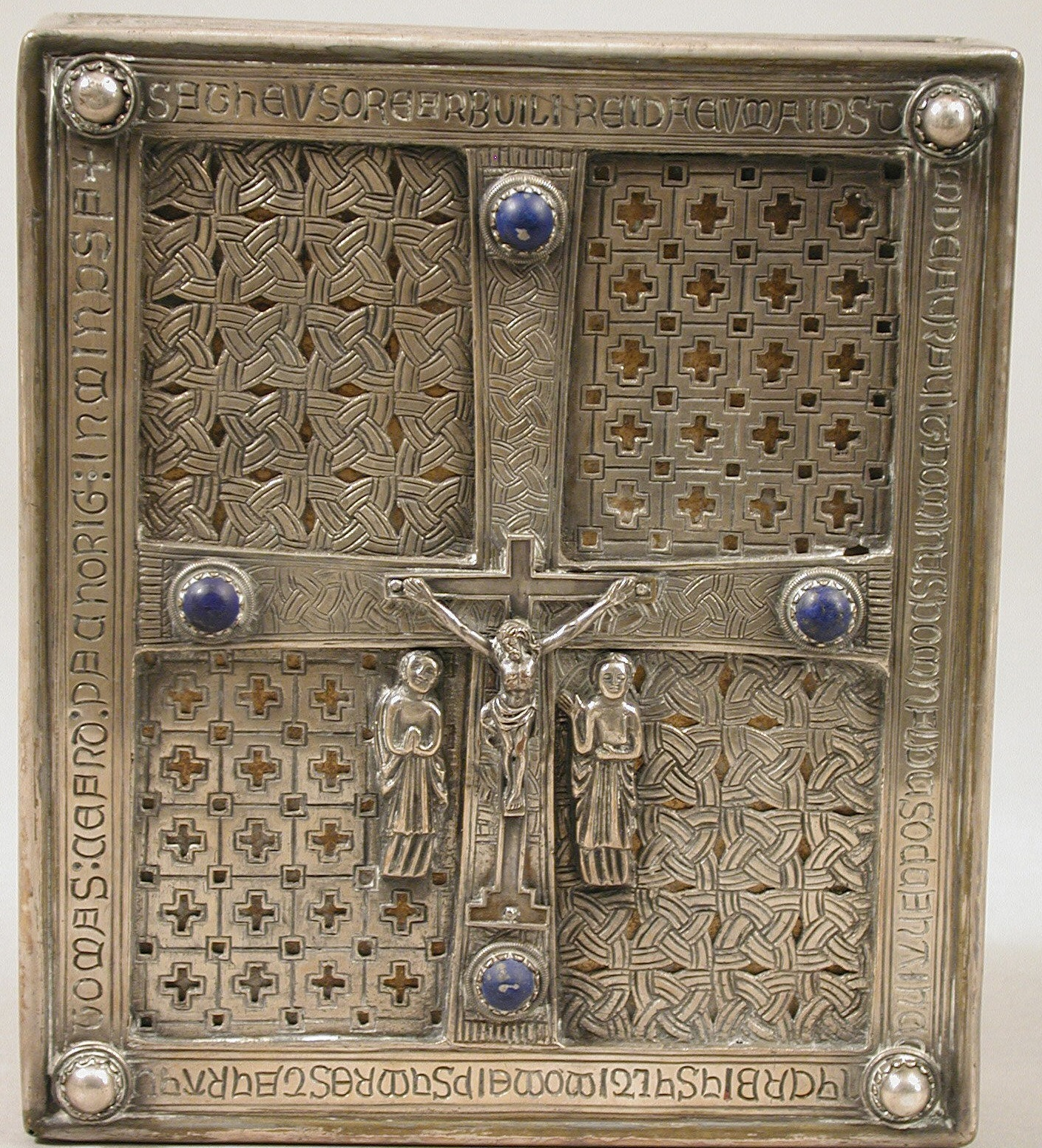
Cumdach del Llibre de Dimma, reproducció moderna del frontal

Només han sobreviscut cinc exemplars dels primers temps. Es tracta del Llibre de Dimma i el Llibre de Mulling, dipositats al Trinity College, Dublin, i el Cathach de sant Columba (Museu Nacional d'Irlanda) i el Missal de Stowe a la Royal Irish Academy. Només el cumdach per als Evangelis de sant Molaise ha arribat fins a nosaltres sense el llibre. D'altres llibres, com el Llibre de Kells, el Llibre d'Armagh i el Llibre de Durrow se sap que originalment incloïen cumdachs, però degut als seus valuosos metalls preciosos van ser objectiu de saquejadors i lladres. A diferència d'altres esglésies, l'església irlandesa va fer èmfasi en les relíquies d'objectes emprats, o que es pensava que havien estat emprats, per sants monàstics, en contra de les parts de cossos.

## Exemplars supervivents
Alguns dels primers exemplars documentats s'han perdut: el Llibre de Durrow i el Llibre de Kells van perdre els seus cumdachs a l'any 1006 en ser robats. El Llibre d'Armagh va perdre el seu cumdach després de ser capturat en una batalla i ser rescatat posteriorment, l'any 1177 pel normand John de Courcy.
El més antic exemplar documentat va ser fet per guardar i protegir el Llibre de Durrow a petició del rei d'Irlanda Flann Sinna (877–916). En aquell moment s'hi trobava a Durrow i se'l considerava una relíquia de Columba d'Iona. El cumdach es va perdre en el segle xvii, però la seva aparença, incloent una inscripció en record del patronatge del rei, van ser enregistrades en un document en 1677.
El cumdach conegut com a Domhnach Airgid ("església d'argent") data originalment del segle viii, però després d'una reconstrucció feta en 1350 es conserva molt poc de la feina original.
El més antic cumdach que ha sobreviscut en la seva forma original és el fet a principis del segle xi per guarir els evangelis de sant Molaise (NMI, R4006, 14,75 cm d'alt x 11,7 d'ample), amb el típic cor de fusta i plaques metàl·liques clavades. La cara principal es de bronze platejat i plata sobredaurada, i conté els símbols dels quatre evangelistes als espais que deixa la creu, amb panells de filigranes daurades.
Probablement el més conegut sigui el cumdach del Cathach de sant Columba, un important salteri que de fet sembla datar de just després de la mort de sant Columba el 597. De fet és probablement el llibre irlandès més antic que ha arribat fins nosaltres i una molt prestigiosa relíquia. Va pertànyer a la dinastia O'Donnell i era dut amb ells a les batalles (Cathach significa "Batallador") dins el seu cumdach (NMI, R2835, 25,1 cm d'ample), penjat al coll. El treball inicial a l'estoig es va fer entre els anys 1072 i 1098 a Kells, però li va ser afegidar una nova cara principal en el segle xiv amb un gran Crist sedent Maiestas domini flanquejat per escenes de la crucifixió i sants (NMI R2835, 25,1 cm d'ample).
El cumdach del Llibre de Dimma és del segle xii. En una cara té panells amb decoració d'estil viking. Com el manuscrit s'hi troba dipositat a la biblioteca del Trinity College (Dublín).